# 58 Ceti
58 Ceti è una stella gigante bianca di magnitudine 6,6 situata nella costellazione della Balena. Dista 481 anni luce dal sistema solare.

## Osservazione
Si tratta di una stella situata nell'emisfero celeste australe, ma molto in prossimità dell'equatore celeste; ciò comporta che possa essere osservata da tutte le regioni abitate della Terra senza alcuna difficoltà e che sia invisibile soltanto molto oltre il circolo polare artico. Nell'emisfero sud invece appare circumpolare solo nelle aree più interne del continente antartico. Essendo di magnitudine pari a 6,6, non è osservabile ad occhio nudo; per poterla scorgere è sufficiente comunque anche un binocolo di piccole dimensioni, a patto di avere a disposizione un cielo buio.
Il periodo migliore per la sua osservazione nel cielo serale ricade nei mesi compresi fra settembre e febbraio; da entrambi gli emisferi il periodo di visibilità rimane indicativamente lo stesso, grazie alla posizione della stella non lontana dall'equatore celeste.

## Sistema stellare
58 Ceti è un sistema multiplo formato da 3 componenti. La componente principale A è una stella di magnitudine 6,6. La componente B è di magnitudine 11,6, separata da 2,8 secondi d'arco da A e con angolo di posizione di 016 gradi. La componente C è di magnitudine 9,6, separata da 150,1 secondi d'arco da A e con angolo di posizione di 197 gradi.